# 格洛韋利耶

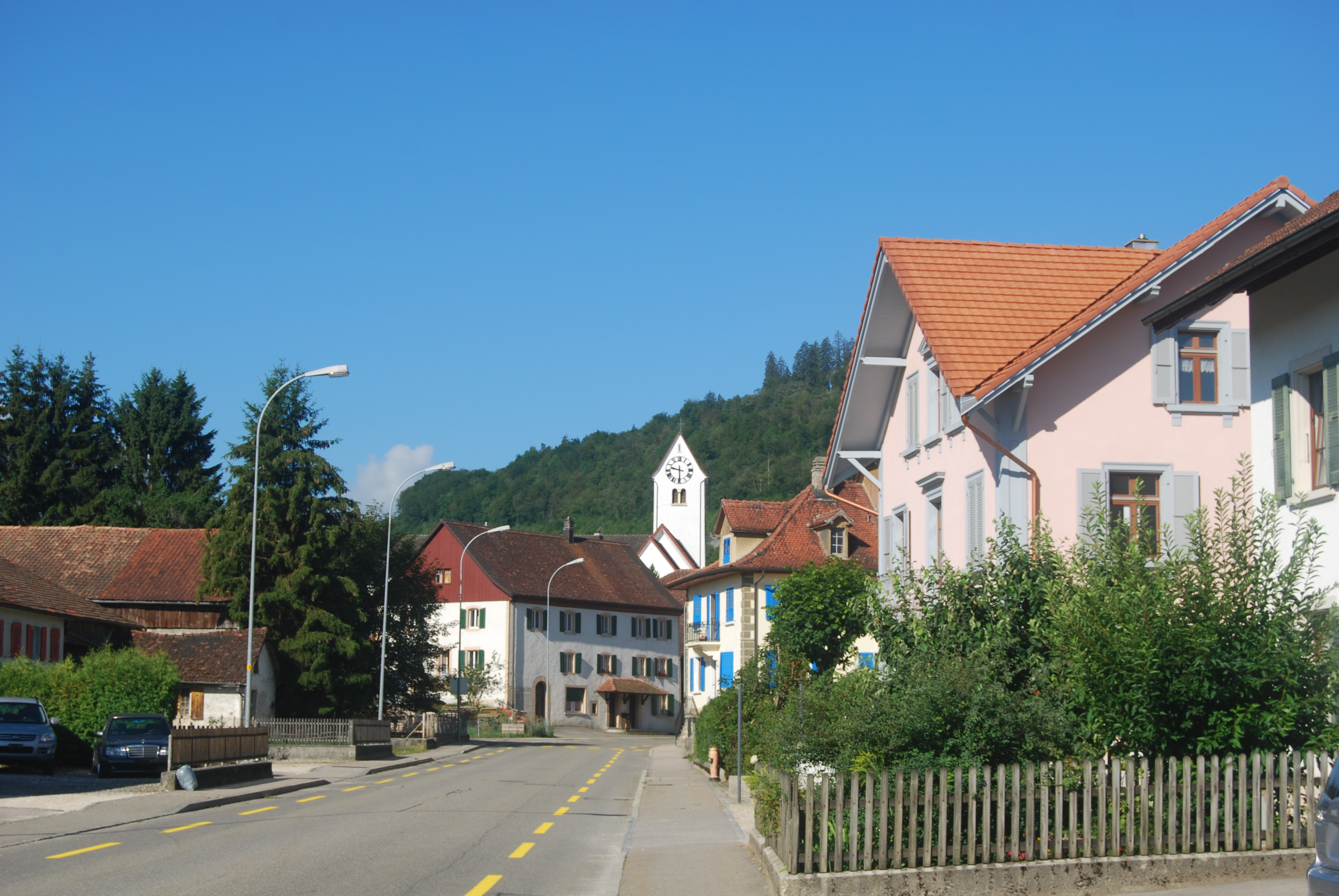

格洛韋利耶是瑞士的城鎮，位於該國西北部，由汝拉州負責管轄，面積14.34平方公里，海拔高度515米，2011年人口1,200，八成人口信奉羅馬天主教，人口密度每平方公里84人。